# Zoilo Saldombide
Zoilo Saldombide (18 de març de 1902 - 4 de desembre de 1981) fou un futbolista internacional uruguaià, medallista olímpic el 1924 i campió del món el 1930.

## Biografia
En posició de davanter, Saldombide va jugar amb la selecció de futbol de l'Uruguai 15 vegades, marcant tres gols. Durant els Jocs Olímpics d'estiu de 1924, va guanyar la medalla d'or amb la seva selecció, tot i no haver jugat cap partit. També va jugar als Campionats Sud-americans de futbol de 1924 i 1926, contra el Paraguai.
Finalment, Saldombide formava part de la selecció de l'Uruguai que va guanyar la primera Copa del Món de futbol el 1930 a Montevideo, tot i que, de nou, no hi va jugar.
Pel que fa a clubs professionals, hi va jugar principalment al Montevideo Wanderers Fútbol Club i al Club Nacional de Football, guanyant dos campionats uruguaians el 1933 i el 1934.